# Myurella flavofasciata
Myurella flavofasciata é uma espécie de gastrópode do gênero Myurella, pertencente a família Terebridae.

## Distribuição
Esta espécie ocorre no Mar Vermelho e no Oceano Índico, ao largo da Bacia do Mascarenhas.